# Karyn Kusama
Karyn Kusama (Brooklyn; 21 de marzo de 1968) es una directora de cine y guionista estadounidense, conocida por Girlfight, Jennifer's Body y The Invitation.

## Carrera
Graduada en la escuela de cine de la Universidad de Nueva York, con su primera producción Girlfight ganó tanto el premio al mejor director como el premio del gran jurado, compartido con You Can Count on Me de Kenneth Lonergan, en el Sundance Film Festival de 2000. Realizó la adaptación cinematográfica de Æon Flux, protagonizada por Charlize Theron, en 2005, y Jennifer's Body en 2009, escrita por Diablo Cody y protagonizada por Megan Fox y Amanda Seyfried. Su siguiente película, ganadora del Premio a Mejor Película en el Festival de Sitges del 2015, fue The Invitation, protagonizada por Logan Marshall Green, Tammy Blanchard, Michiel Huisman y John Carroll Lynch.  

## Filmografía

### Dirección
| Año  | Película        | Notas                          |
| ---- | --------------- | ------------------------------ |
| 2018 | Destroyer       |                                |
| 2017 | XX              | Segmento "Her only living son" |
| 2015 | The invitation  |                                |
| 2009 | Jennifer's Body |                                |
| 2005 | Æon Flux        |                                |
| 2000 | Girlfight       | Escrita y dirigida por Kusama  |

| Año       | Serie                          | Notas                             |
| --------- | ------------------------------ | --------------------------------- |
| 2021-2023 | Yellowjackets                  | 2 episodios; producción ejecutiva |
| 2023      | Dead ringers                   | 1 episodio                        |
| 2023      | The consultant                 | 1 episodio                        |
| 2021      | The Mysterios Benedict Society | 1 episodio                        |
| 2021      | In treatment                   | 1 episodio                        |
| 2020      | The Outsider                   | 1 episodio                        |
| 2014-2017 | Halt and Catch Fire            | 4 episodios                       |
| 2016-2017 | Billions                       | 2 episodios                       |
| 2015-2016 | The man in the high castle     | 2 episodios                       |
| 2016      | Masters of Sex                 | 1 episodio                        |
| 2016      | Casual                         | 2 episodios                       |
| 2015      | Chicago Fire                   | 1 episodio                        |
| 2007      | The L World                    | 1 episodio                        |

## Premios y distinciones
| Año  | Festiavl           | Categoría             | Película       | Resultado |
| ---- | ------------------ | --------------------- | -------------- | --------- |
| 2015 | Festival de Sitges | Mejor Película        | The Invitation | Ganadora  |
| 2000 | Festival Sundance  | Mejor Película        | Girlfight      | Ganadora  |
| 2000 | Festival Sundance  | Mejor Dirección       | Girlfight      | Ganadora  |
| 2000 | Festival de Cannes | Premio de la Juventud | Girlfight      | Ganadora  |